# Terme Luigiane
Terme Luigiane è una frazione del comune di Acquappesa, in provincia di Cosenza, dove sorge un parco termale.
La sorgente termale è conosciuta fin dall'antichità per le sue caratteristiche e cura diversi tipi di malattie legate alla pelle: si racconta che storicamente accolse una regina la quale non poteva avere figli: le acque sulfuree la resero fertile.
I comuni che hanno demanio sulle sorgenti sono il comune di Acquappesa per 7⁄12 ed il comune di Guardia Piemontese per 5⁄12; le acque vengono gestite in concessione dalla società sa.te.ca S.p.A.